# Pete Maravich
Peter Press Maravich (ur. 22 czerwca 1947 w Aliquippa, zm. 5 stycznia 1988 w Pasadenie) – amerykański koszykarz, występujący na pozycji rzucającego obrońcy, członek Koszykarskiej Galerii Sław
Mierzący 196 cm wzrostu koszykarz studiował na Louisiana State University. W tamtym okresie debiutanci nie mogli występować w pierwszej reprezentacji w związku z czym brali udział w rozgrywkach drużyn debiutantów. Maravich uzyskiwał w nich średnio 43,6 punktu, co okazało się rekordem tych rozgrywek. W kolejnych sezonach było podobnie. Maravich przez całą swoją karierę akademicką był liderem strzelców NCAA, pozostawiając po sobie mnóstwo rekordów nie pobitych po dziś dzień. Był najlepszym zawodnikiem w kraju co potwierdza olbrzymia liczba nagród oraz wyróżnień, które otrzymał w trakcie występów na LSU.
Do NBA został wybrany z 3. numerem w drafcie 1970 przez Atlanta Hawks. W Atlancie grał do 1974, kiedy został koszykarzem New Orleans Jazz. W organizacji tej, od 1979 działającej jako Utah Jazz, grał do 1980. W tym samym roku zakończył karierę w barwach Boston Celtics. Znany był jako gracz doskonale panujący nad piłką oraz świetny strzelec – już w NCAA rokrocznie był królem strzelców, a jego przeciętna z tej ligi to ponad 40 punktów. Był liderem strzelców NBA w sezonie 1976/77, a jego rekord w lidze wynosi 68 oczek.
Pięć razy brał udział w meczu gwiazd NBA. W 1996 znalazł się wśród 50 najlepszych graczy występujących kiedykolwiek w NBA.

## Osiągnięcia

### NCAA
- Koszykarz Roku:
  - NCAA:
    - im. Naismitha (1970)[6]
    - według:
      - United States Basketball Writers of America (1969, 1970)[7]
      - Helms Foundation (1970)[8]
      - Sporting News (1970)[9]
      - Associated Press (1970)[10]
      - United Press International (1970)[11]
      - Sporting News (1970)[12]

  - konferencji SEC (1968–1970)[13]
- Zaliczony do:
  - I składu:
    - All-American (1968–1970)[14]
    - SEC (1968–1970)

  - Akademickiej Galerii Sław Koszykówki (2006)[15]
- trzykrotny lider strzelców NCAA (1968–1970)[16]
- Drużyna LSU Tigers zastrzegła należący do niego numer 7

### NBA
- Uczestnik meczu gwiazd:
  - NBA (1973, 1974, 1977–1979)[4]
  - Legend NBA (1984–1987)[17]
- Wybrany do:
  - I składu:
    - I składu NBA (1976, 1977)[18]
    - debiutantów NBA (1971)[19]

  - II składu NBA (1973, 1978)[18]
  - grona 50 najlepszych zawodników w historii NBA (NBA’s 50th Anniversary All-Time Team – 1996)[5]
  - składu najlepszych zawodników w historii NBA, wybranego z okazji obchodów 75-lecia istnienia ligi (2021)[20]
  - Koszykarskiej Galerii Sław im. Jamesa Naismitha (Naismith Memorial Basketball Hall Of Fame – 1987)[1]
- Lider strzelców NBA (1977)[3]
- Kluby Utah Jazz i New Orleans Pelicans zastrzegły należący do niego numer 7[21]

## Rekordy

### NCAA
- Najwyższa liczba:
  - punktów w:
    - karierze: 3667 (3 sezony)[22]
    - sezonie: 1381 (1970)

  - spotkań z co najmniej 50 punktami w:
    - karierze: 28[22]
    - sezonie: 10 (1970)

  - celnych rzutów z gry w:
    - karierze: 1387[22]
    - sezonie: 522 (1970)

  - oddanych rzutów z gry w:
    - karierze: 3166[22]
    - sezonie: 1168 (1970)

  - celnych rzutów wolnych w pojedynczym spotkaniu: 30 (na 31 prób), vs. Oregon State, 22 grudnia 1969
    - Wyrównany przez Bena Woodside’a, North Dakota State, 6 grudnia 2008
- Najwyższa średnia punktów w:
  - karierze: 44,2 (3667 punktów/83 spotkania)[22]
  - sezonie: 44,5 (1381/31) (1970)

### NBA
- Najwięcej celnych rzutów wolnych trafionych w jednej kwarcie: 14, III kwarta, Atlanta Hawks vs. Buffalo Braves, 28 listopada 1973
  - Poprawiony przez Vince’a Cartera 23 grudnia 2005
- Najwięcej oddanych rzutów wolnych w jednej kwarcie: 16, II kwarta, Atlanta Hawks vs. Chicago Bulls, 2 stycznia 1973
  - Poprawiony przez Bena Wallace’a 11 grudnia 2005